# 비자야 락슈미 판디트
비자야 락슈미 판디트(영어: Vijaya Lakshmi Pandit, 혼전 성씨: 스와루프 네루(Swarup Nehru), 1900년 8월 18일 ~ 1990년 12월 1일)는 인도의 정치인, 외교관이다. 그의 오빠인 자와할랄 네루는 인도의 초대 총리를 역임했고 그의 조카인 인디라 간디는 인도의 첫 여성 총리를 역임했다.
판디트는 소련, 미국, 유엔 주재 인도 대사를 역임한 인도의 가장 중요한 외교관이었고 나중에 영국 주재 인도 고등판무관을 역임했다. 그가 영국 런던에서 인도 고등판무관으로 근무하던 시간은 영국과 인도 간의 외교 관계에서 보다 넓은 맥락에 대한 통찰력을 제공했고 영국과 인도 정부 간의 관계의 축소판이기도 하다.

## 사생활

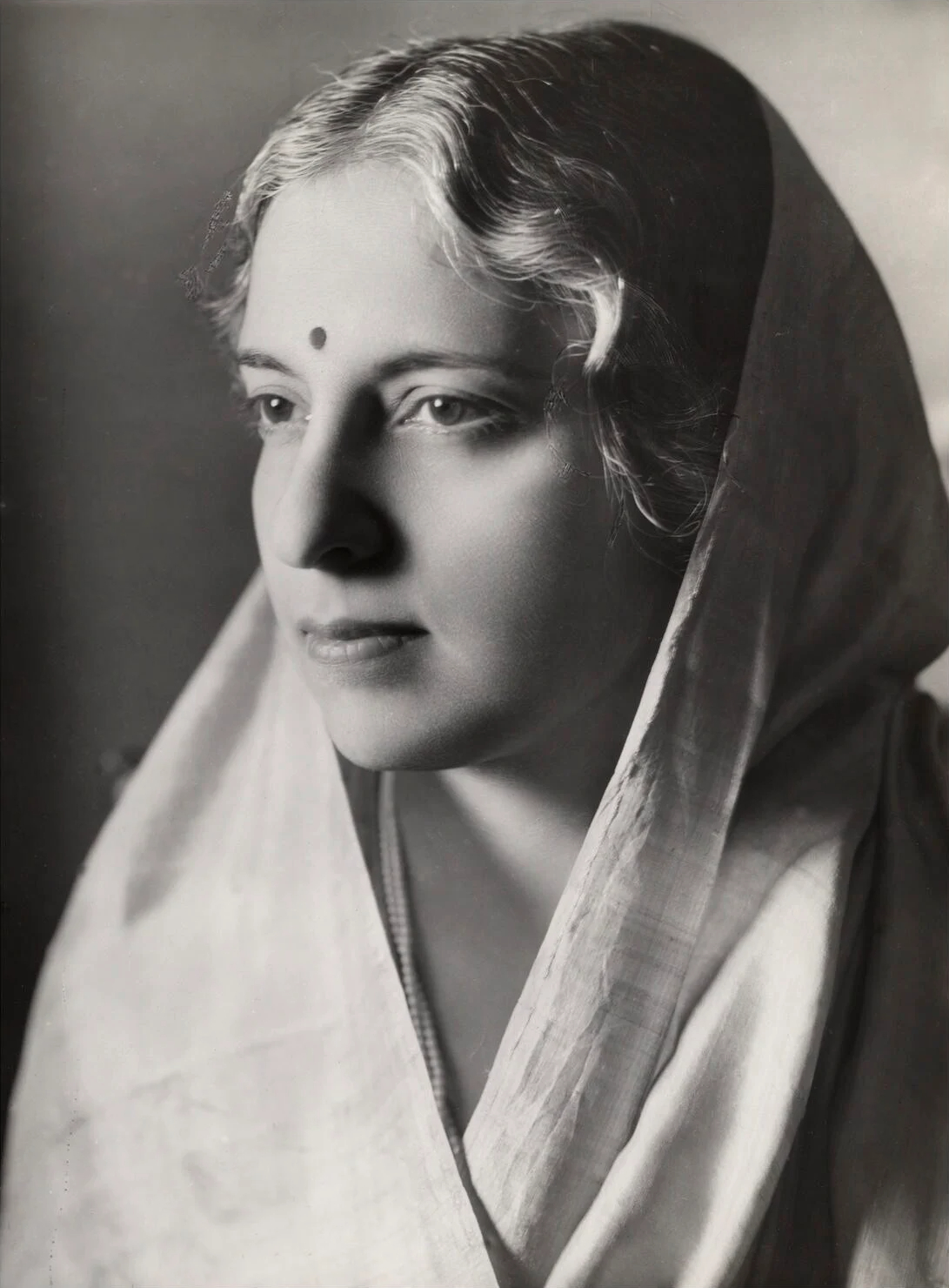
비자야 락슈미 판디트 (1938년 촬영)

비자야 락슈미 판디트의 아버지인 모틸랄 네루는 카슈미르 판디트 공동체에 소속된 부유한 변호사였다. 그의 어머니인 스와루프라니 투수는 파키스탄 라호르에 정착한 유명한 카슈미르 판디트 가문 출신으로 모틸랄의 2번째 아내였다. 비자야 락슈미는 3명의 자녀들 가운데 둘째였다. 자와할랄은 11살 연상이었고 비자야의 여동생인 크리슈나 후티싱은 유명한 작가가 되어 그들의 형제에 관한 책을 여러 권 썼다.
1919년에는 비밀리에 무슬림 언론인이자 나중에 초대 이집트 카이로 주재 인도 대사를 역임한 슈드 호사인과 결혼했지만 마하트마 간디와 자와할랄 네루와 같은 가족 구성원들은 그들을 갈라놓았다.
1921년에는 구자라트주 카티아와르반도 출신의 성공적인 변호사이자 칼하나의 역사 서사시인 라자타랑기니를 산스크리트어에서 영어로 번역한 고전학자인 란지트 시타람 판디트와 결혼했다. 그의 남편은 마하라슈트라주의 라트나기리 연안에 위치한 밤불리 마을에서 온 마하라슈트리아인 사라스와트 브라민이었다. 그는 인도의 독립을 지지한 혐의로 체포되었고 1944년에 러크나우 교도소에서 사망했다.
비자야 락슈미의 딸인 찬드랄레카 판디트는 아쇼크 메타와 결혼했고 3명의 자녀(아르준, 미낙시, 만자리)를 두었다. 비자야 락슈미의 둘째 딸인 나얀타라 사갈은 소설가로 활동했는데 가우탐 사갈과 결혼한 이후에 3명의 자녀(첫째 딸 노니카, 아들 란지트, 막내 딸 기타)를 두었다. 나얀타라는 1979년에 E. N. 망가트 라이와 결혼했다. 그의 셋째 딸인 리타는 아바타르 크리슈나 다르와 결혼하여 2명의 자녀(아들 고팔, 딸 지오티)를 두었다.
나얀타라의 막내인 기타 사갈은 여성주의, 근본주의, 인종 차별 문제에 관한 작가이자 언론인이며 수상 경력이 있는 다큐멘터리 영화 감독이자 인권 운동가이다. 또한 비자야 락슈미의 손녀 가운데 한 명이기도 하다.

## 정치 경력
판디트는 영국령 인도 제국에서 각료직을 맡은 최초의 인도의 여자 정치인이다. 1937년에는 연합주의 지방 입법부 의원으로 선출되었다. 판디트는 1937년부터 1938년까지, 1946년부터 1947년까지 지방 자치·공중 보건부 장관을 역임했다. 1946년에는 연합주에서 인도 제헌의회 의원으로 선출되었는데 1954년 12월 17일에 사임할 때까지 해당 직위를 역임했다.
판디트는 1947년에 인도가 영국으로부터 독립한 이후에 외교관으로 근무했다. 1947년부터 1949년까지 소련 주재 인도 대사를 역임했으며 1949년부터 1951년까지 미국, 멕시코 주재 인도 대사를 역임했다. 1955년부터 1961년까지 아일랜드 주재 인도 대사, 영국 주재 인도 고등판무관을 역임했고 1956년부터 1961년까지 스페인 주재 인도 대사를 역임했다. 또한 1946년부터 1968년까지 유엔 주재 인도 대사를 역임했다. 1953년에는 여성으로는 최초로 유엔 총회 의장을 역임했다.
판디트는 1962년부터 1964년까지 마하라슈트라주지사를 역임했다. 그는 1964년부터 1968년까지 자신의 오빠인 자와할랄 네루 총리의 선거구이기도 한 우타르프라데시주 풀푸르에서 선출된 로크 사바(인도 하원) 의원을 역임했다. 또한 자신의 조카인 인디라 간디가 인도의 총리를 역임하던 동안에 비상사태를 선포한 것을 강하게 비판하기도 했다.
판디트는 그들 사이의 관계가 악화된 이후에 정계에서 현역 은퇴했고 히말라야산맥 기슭의 두온 계곡에 위치한 데라둔으로 이주하게 된다. 그는 인디라 간디에 반대하는 정치 운동을 전개하기 위해 1977년에 은퇴를 번복했고 같은 해에 실시된 선거에서 자나타당의 승리를 도왔다. 판디트는 한때 대통령 선거에 출마하는 것을 고려하고 있다는 보도가 나왔지만 실제 선거에 출마한 닐람 산지바 레디가 반대표 없이 승리했다.
판디트는 1979년에 유엔 인권 위원회 주재 인도 대표로 임명되었고 나중에 공공 생활에서 은퇴했다. 그의 저서로는 《인도의 진화》(The Evolution of India, 1958년), 《행복의 범위: 개인 회고록》(The Scope of Happiness: A Personal Memoir, 1979년) 등이 있다.

## 학술
판디트는 알리가르 무슬림 대학교 행정위원회의 회원으로 활동했다.  그는 자신의 조카가 현대사를 전공했던 서머빌 칼리지의 명예 교수이기도 하다. 서머빌 칼리지 도서관에는 에드워드 핼리데이가 그린 그의 초상화가 걸려 있다.